# Тамамура
Тамамура (яп. 玉村町 Тамамура-мати) — посёлок в Японии, находящийся в уезде Сава префектуры Гумма. Площадь посёлка составляет 25,81 км², население — 37 030 человек (1 июля 2014), плотность населения — 1434,72 чел./км².

## Географическое положение
Посёлок расположен на острове Хонсю в префектуре Гумма региона Канто. С ним граничат города Маэбаси, Такасаки, Исэсаки, Фудзиока, Хондзё и посёлок Камисато.

## Население
Население посёлка составляет 37 030 человек (1 июля 2014), а плотность — 1434,72 чел./км². Изменение численности населения с 1980 по 2005 годы:
| 1980 | 17 643 чел. |  |
| 1985 | 20 494 чел. |  |
| 1990 | 24 423 чел. |  |
| 1995 | 34 244 чел. |  |
| 2000 | 37 522 чел. |  |
| 2005 | 38 168 чел. |  |

## Символика
Деревом посёлка считается османтус, цветком — роза.